# 대한민국 민법 제1005조
대한민국 민법 제1005조는 상속과 포괄적 권리의무의 승계에 대한 민법 가족법 조문이다. 1990.1.13에 개정되었다.

## 조문
제1005조 (상속과 포괄적 권리의무의 승계) 상속인은 상속개시된 때로부터 피상속인의 재산에 관한 포괄적 권리의무를 승계한다. 그러나 피상속인의 일신에 전속한 것은 그러하지 아니하다.

第1005條(相續과 包括的 權利義務의 承繼) 相續人은 相續開始된 때로부터 被相續人의 財産에 關한 包括的 權利義務를 承繼한다. 그러나 被相續人의 一身에 專屬한 것은 그러하지 아니하다.

## 같이 보기
- 일신전속권